# Gare de Germaine
Gare de Germaine vasútállomás Franciaországban, Germaine településen.

## Vasútvonalak
Az állomást az alábbi vasútvonalak érintik:
- Épernay–Reims-vasútvonal

## Kapcsolódó állomások
A vasútállomáshoz az alábbi állomások vannak a legközelebb:
- Gare d’Avenay
- Gare de Rilly-la-Montagne